# Stary cmentarz żydowski w Koninie
Stary cmentarz żydowski w Koninie – cmentarz żydowskiej społeczności Konina, znajdował się na wzgórzu Czarki we wsi Czarków.  
Zmarłych grzebano tam do 1830, mimo że oficjalnie został zamknięty w 1806. W wyniku powiększającej się żwirowni w 1932 roku Jakub Lipszyc zdecydował o przeniesieniu kości zmarłych Żydów na nowy cmentarz żydowski w Koninie, gdzie zostały pochowane w jednym wspólnym grobie. 